# Serraca dicionica
Serraca dicionica är en fjärilsart som beskrevs av Louis Beethoven Prout. Serraca dicionica ingår i släktet Serraca och familjen mätare. Inga underarter finns listade i Catalogue of Life.